# Talekpea foeticia
Talekpea foeticia är en svampart som beskrevs av Lunghini & Rambelli 1979. Talekpea foeticia ingår i släktet Talekpea, divisionen sporsäcksvampar och riket svampar.   Inga underarter finns listade i Catalogue of Life.